# La Coruña Católica
La Coruña Católica fue un periódico editado en La Coruña en 1898.

## Historia y características
Semanario tradicionalista y de tendencia carlista, apareció el 9 de enero de 1898. Dirigido por Eduardo Sánchez Miño, se publicó, aproximadamente, hasta junio de ese mismo año.